# Nicolás Gregorio Nava Rojas
Nicolás Gregorio Nava Rojas (ur. 8 grudnia 1963 w Maracaibo) – wenezuelski duchowny katolicki, biskup Machiques od 2019.

## Życiorys
22 lipca 1989 otrzymał święcenia kapłańskie i został inkardynowany do diecezji Cabimas. Pracował głównie jako duszpasterz parafii w Cabimas, był też m.in. wicedyrektorem ds. administracyjnych w seminarium w Caracas, ekonomem diecezjalnym, kierownikiem duszpasterstwa misyjnego, wykładowcą seminarium w Maracaibo oraz wikariuszem generalnym diecezji.
19 października 2019 papież Franciszek mianował go biskupem ordynariuszem diecezji Machiques. Sakry udzielił mu 14 grudnia 2019 biskup Freddy Jesús Fuenmayor Suárez.